# Risiocnemis rubripes
Risiocnemis rubripes är en trollsländeart som först beskrevs av James George Needham och Gyger 1939.  Risiocnemis rubripes ingår i släktet Risiocnemis och familjen flodflicksländor. Inga underarter finns listade i Catalogue of Life.